# N,N-Dimethylglycin
N,N-Dimethylglycin ist eine chemische Verbindung aus der Gruppe der Carbonsäuren und Glycinderivate.

## Vorkommen
N,N-Dimethylglycin kommt natürlich in allen Pflanzen und Tieren vor. Im Menschen wird es nur in sehr geringer Menge gebildet. Es ist kein Vitamin und es sind auch keine Mangelerscheinungen bekannt. Die Verbindung entsteht bei der mehrstufigen Biosynthese von Glycin aus Cholin als Zwischenprodukt durch Transaminierung von Betain mit Betain-Homocystein-Methylase und wird durch die Dimethylglycin-Oxidase unter Formaldehydabspaltung zu Sarcosin umgesetzt.

## Gewinnung und Darstellung
N,N-Dimethylglycin kann durch Alkylierung von Glycin durch die Eschweiler-Clarke-Reaktion hergestellt werden. In dieser Reaktion wird Glycin mit wässrigem Formaldehyd in Ameisensäure behandelt, die beide sowohl als Lösungsmittel und Reduktionsmittel dienen. Salzsäure wird danach zugegeben, um das Hydrochlorid zu ergeben. Die freie Aminosäure kann durch Neutralisation mit Silber(I)-oxid erhalten werden.
{\displaystyle \mathrm {H_{2}NCH_{2}COOH+2\ CH_{2}O+2\ HCOOH\longrightarrow } }{\displaystyle \mathrm {(CH_{3})_{2}NCH_{2}COOH+2\ CO_{2}+2\ H_{2}O} }

## Eigenschaften
N,N-Dimethylglycin ist ein brennbarer weißer geruchloser Feststoff, der löslich in Wasser ist.

## Verwendung
N,N-Dimethylglycin ist ein natürliches N-methyliertes Glycin, das bei vergleichenden Analysen mit anderen N-methylierten Glycinen wie Sarcosin und Betain verwendet wird. Es wird bei der Entwicklung von auf Glycin basierenden ionischen Flüssigkeiten und Emulgatoren eingesetzt und kann auch als Biomarker des Proteinabbaus bei COPD-Patienten verwendet werden.
Es wird als Mittel zur Senkung erhöhter Homocysteinspiegel (Herz-Kreislauf-Erkrankungen), als Radikalfänger und Immunmodulator beworben. Bei Sportlern und Sporttieren (z. B. Pferde) soll die Ausdauerleistungsfähigkeit erhöht und die Müdigkeit reduziert werden. Ältere nicht doppelblind durchgeführte Studien zeigten teilweise positive Effekte auf die Konstanz des Blutzuckerspiegels und auf verminderte Laktatspiegel während einer Belastung. Neuere Studien konnten diese Wirkung nicht bestätigen. Es ist in den Dopingregeln als wirkungsloses E-Supplement (Stoffe, bei denen weder eine kurzfristige noch langfristige positive Leistungsbeeinflussung wahrscheinlich ist) aufgeführt.
Sein Natriumsalz Natrium-N,N-dimethylglycinat ist als Futtermittelzusatzstoff für Masthühner zugelassen.

## Sicherheitshinweise
Mit nitrosierenden Agenzien (z. B. Nitriten, salpetriger Säure, nitrosen Gasen) kann es zur Bildung von krebserzeugenden Nitrosaminen kommen.